# Bekim Balaj
Bekim Balaj (Reç, 1991. január 11. –) albán válogatott labdarúgó, a Sturm Graz játékosa.
Az albán válogatott tagjaként részt vett a 2016-os Európa-bajnokságon.

## Sikerei, díjai
Tirana
- Albán kupa (2): 2010–11, 2011–12
- Albán szuperkupa (1): 2011